# Cereté
Cereté é um município da Colômbia, localizado no departamento de Córdoba.